# Trellick Tower
 (juin 2022).
Si vous disposez d'ouvrages ou d'articles de référence ou si vous connaissez des sites web de qualité traitant du thème abordé ici, merci de compléter l'article en donnant les références utiles à sa vérifiabilité et en les liant à la section « Notes et références ».
Trellick Tower est un immeuble de grande hauteur situé à Cheltenham Estate dans le quartier de Kensal Green, à Londres.
Œuvre de l'architecte Ernő Goldfinger à la demande du Greater London Council, il a été inauguré en 1972 et a reçu en 1998 le statut de bâtiment classé de Grade II*.
De style brutaliste, il est particulièrement reconnaissable dans cette partie de Londres.

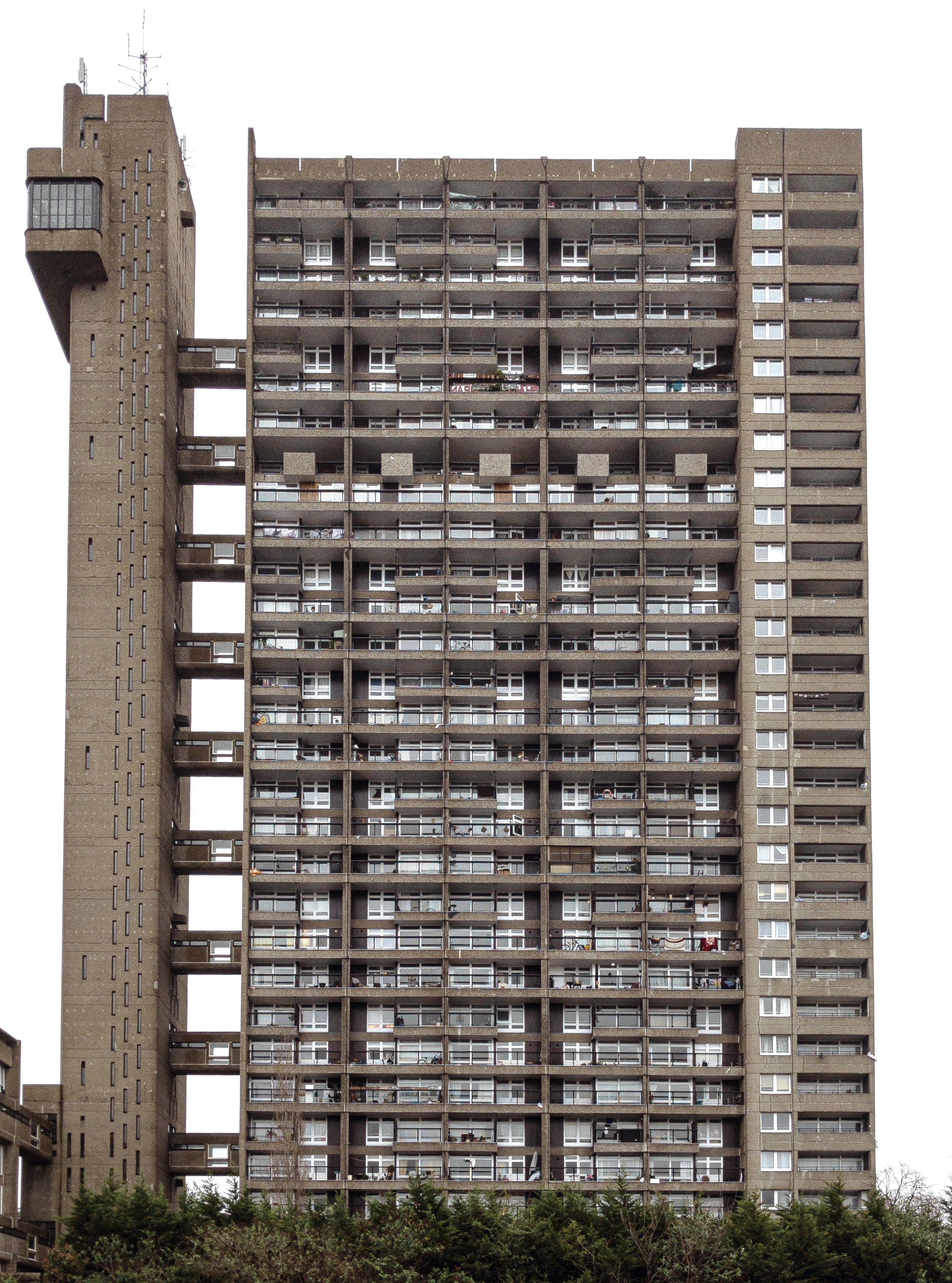
Vue de face.
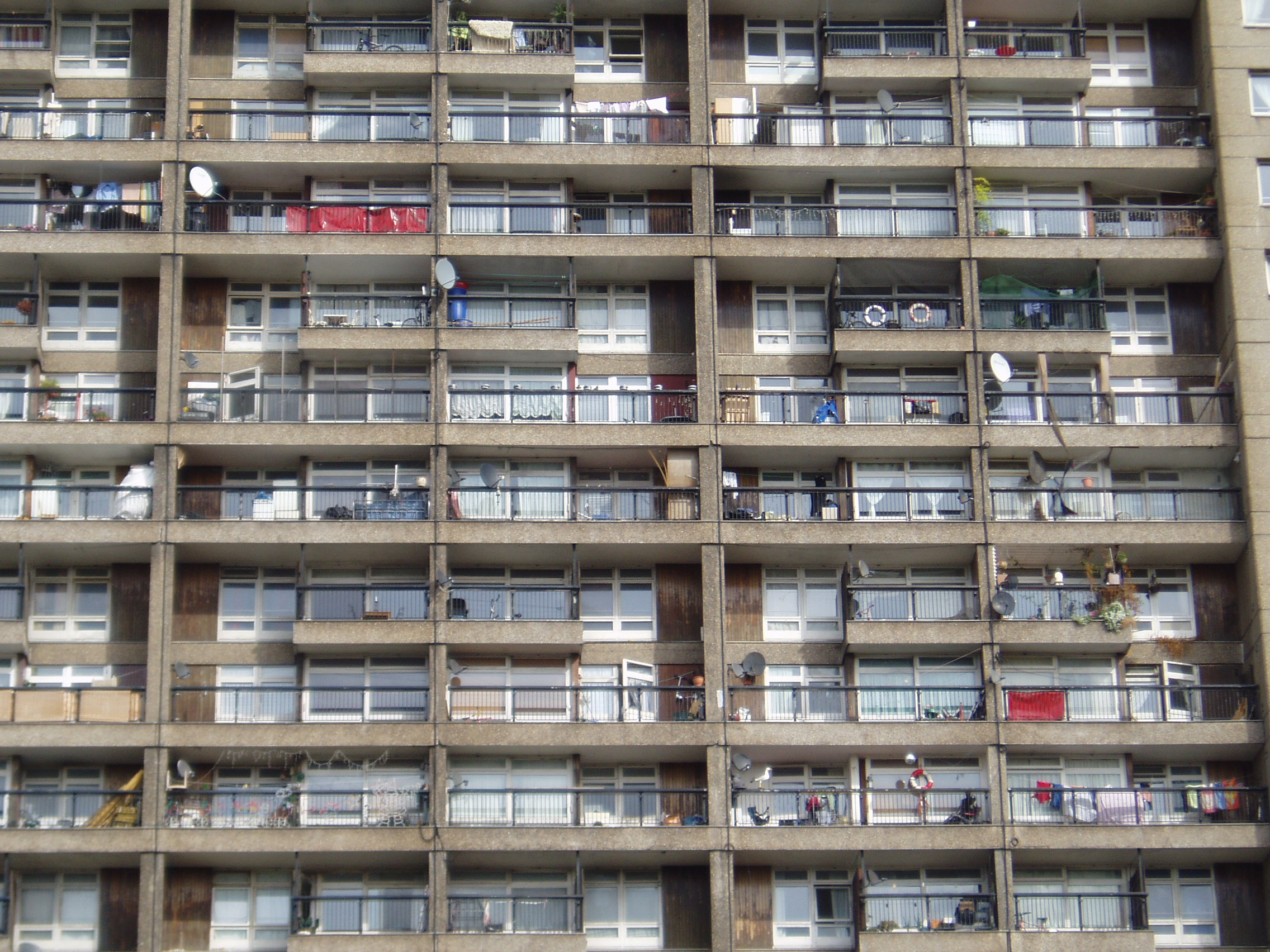
Balcons.
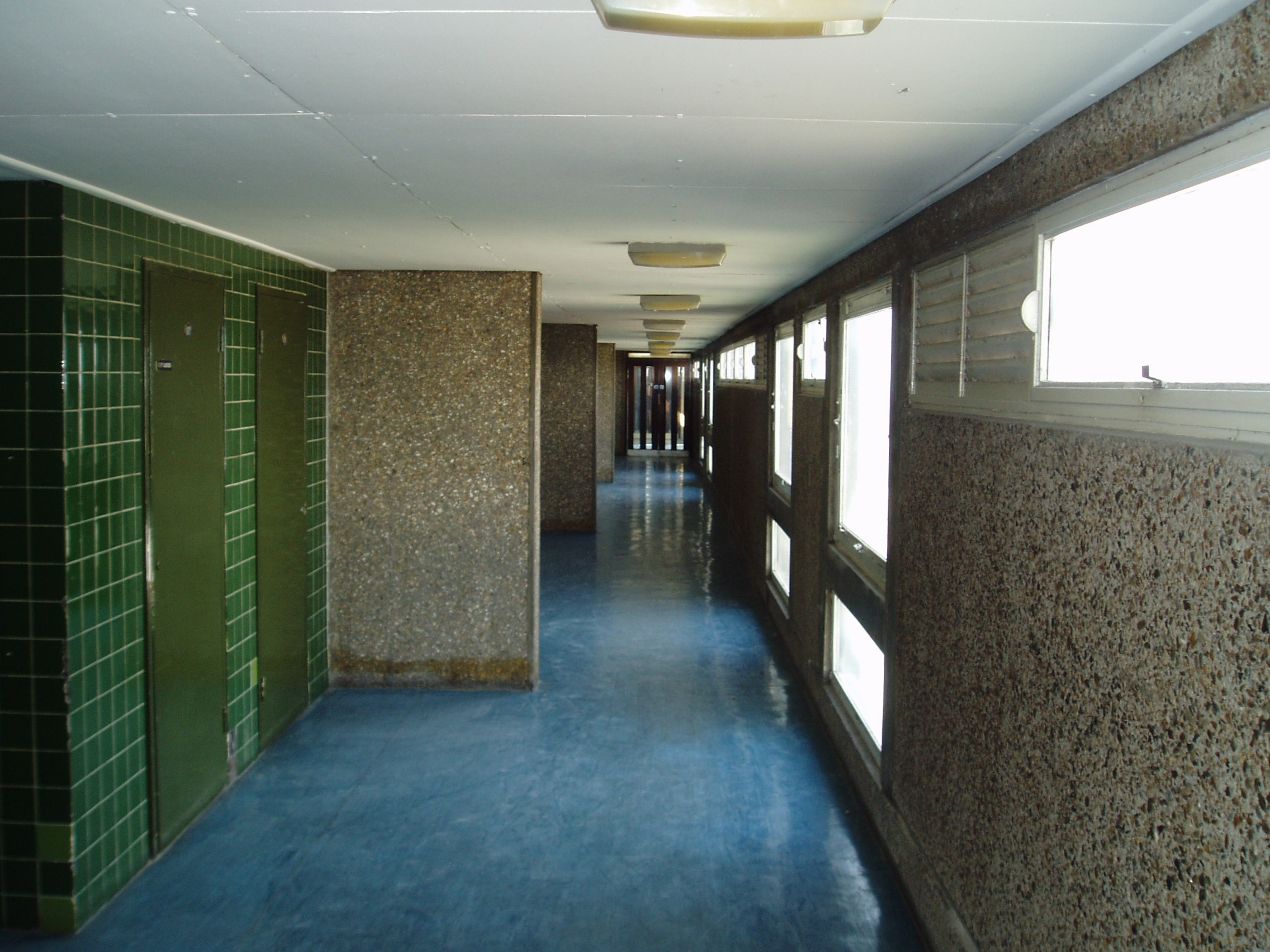
Couloirs intérieurs.
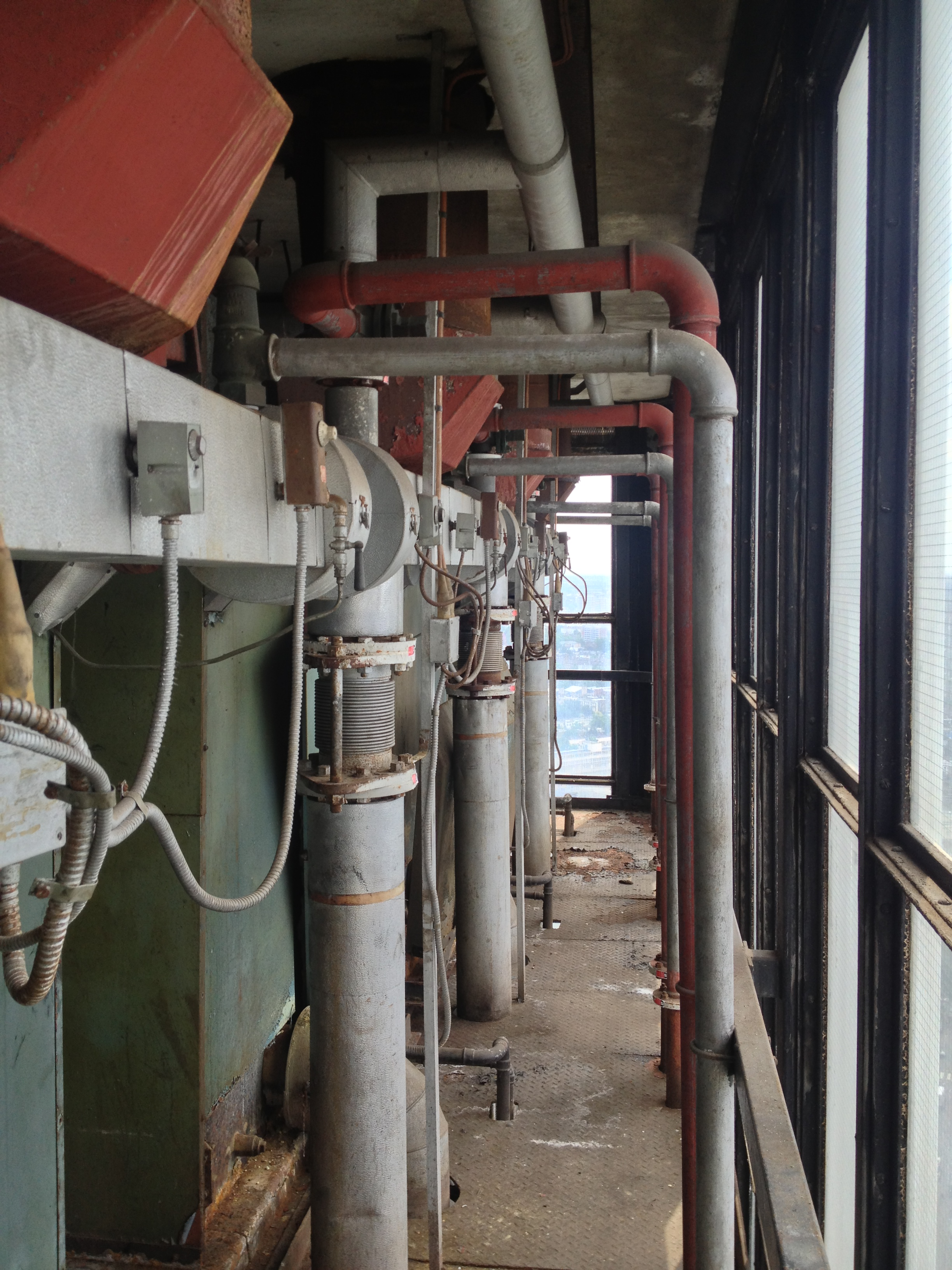
Local technique.
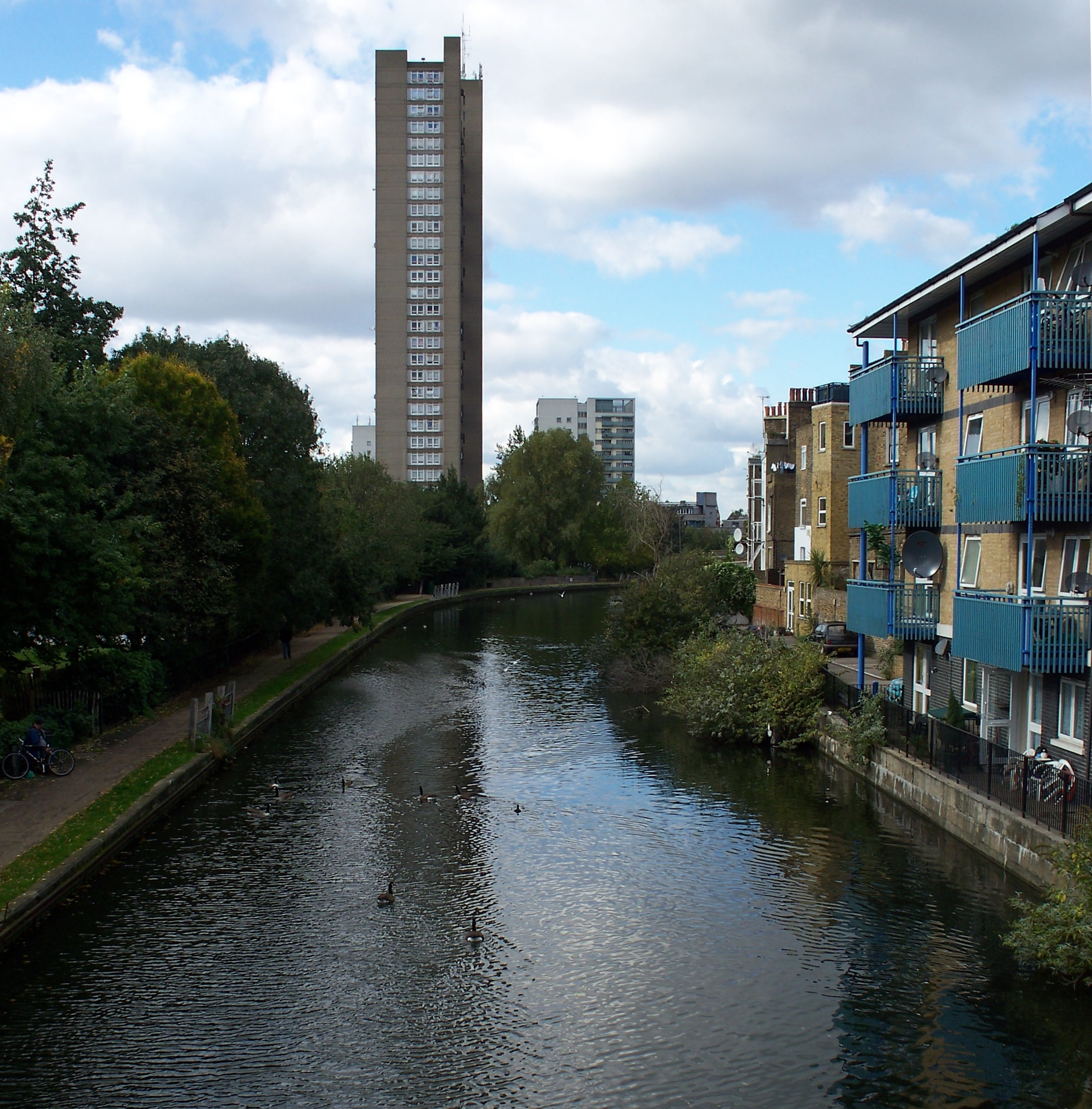
Vue de côté, depuis Westbourne Park.
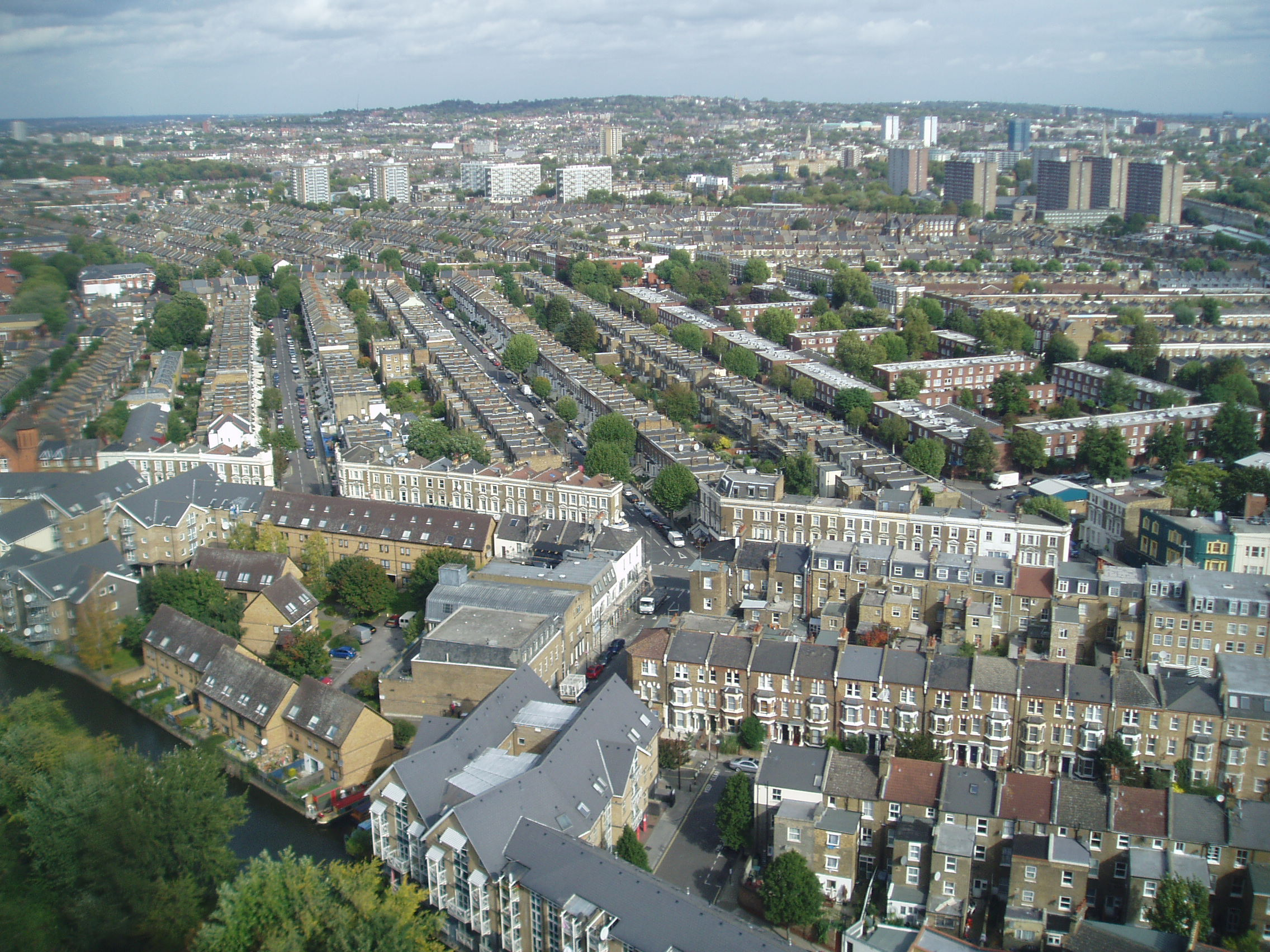
Vue depuis Trellick Tower.

## Dans la culture populaire
- Le groupe virtuel Gorillaz a été inventé dans cet immeuble alors que Damon Albarn et Jamie Hewlett y partageaient un logement dans les années 90. Trellick Tower apparaît dans de nombreux visuels et vidéos du groupe, notamment pendant les périodes du premier album de 2001 et de l'EP Meanwhile sorti en 2021. Albarn semble particulièrement attaché à ce lieu puisqu'il l'a aussi intégré dans certains clips vidéos d'autres projets musicaux, comme Blur ou The Good, The Bad and the Queen.
- Trellick Tower a été utilisé comme lieu de tournage dans le film Shopping (1994) de Paul W. S. Anderson. L'immeuble apparaît dans d'autres films tels que London Kills Me (1991), Auprès de moi toujours (2010) ou encore Paddington (2014).